# Шалигинський цукровий завод
Шалигинський цукровий завод - підприємство харчової промисловості у селищі міського типу Шалигине Глухівського району Сумської області, яке припинило існування.

## Історія
Цукровий завод в селі Шалигине Путивльського повіту Курської губернії Російської імперії був побудований в 1855 році, який представляв собою невелике підприємство з ручною працею. У 1899 році на місці старого цукрового заводу був побудований новий.
Під час першої російської революції в грудні 1905 року робітники цукрового заводу розпочали страйк з вимогами 8-годинного робочого дня, підвищення зарплати, а також політичними  вимогами, їх підтримали селяни, але який прибув в село військовий загін придушив виступи.  У травні 1907 року робітники цукрового заводу почали новий страйк, після чого господарі заводу почали штрафувати і звільняти робітників.  Після закінчення революції заробітна плата була знижена, а тривалість робочого дня збільшена. У 1917 році при заводі відкрили лікарню. 
Наприкінці березня 1918 року в селі встановлено владу Української Народної Республіки, в подальшому до середини листопада 1919 року Шалигине залишалося в зоні бойових дій громадянської війни, результатом якої стала радянська окупація.
Для забезпечення заводу сировиною за ним було закріплено господарство з 11 тис. десятин сільськогосподарських угідь, на яких вирощували буряк.  У сезоні цукроваріння 1919 - 1920 року завод виробив 23 тис. пудів цукру, надалі виробництво збільшилося. На початку 1920х років при заводі створили початкову школу, а в 1925 році - заводський клуб з бібліотекою і читальним залом. У 1925 і 1926 році завод виробив 45 тис. центнерів цукру. В ході  індустріалізації 1930-х років завод був реконструйований (тільки в 1937 році на ці цілі було виділено понад 700 тисяч рублів), в результаті, з 1926 до 1940 року добовий обсяг переробки буряка  збільшився в півтора рази.  Робітники заводу брали участь в стаханівський рух.
В ході другої світової війни у зв'язку з наближенням лінії фронту обладнання цукрового заводу було евакуйовано, з кінця вересня 1941 до 3 вересня 1943 року в село було окуповано німецькими військами. Під час окупації завод був зруйнований, але його відновлення почалося вже в 1943 році, на ці цілі уряд СРСР виділив 6 млн. рублів, будматеріали й іншу допомогу.  В результаті, у 1945 році завод був відновлений, а в 1950 році перевищив плановий обсяг виробництва. Разом з заводом була відновлена і знову почала роботу заводська бібліотека. Після війни Шалигинський цукровий завод став одним з найбільших підприємств району, чисельність працівників була збільшена до 800 чоловік, тут перероблялося до 120 тонн буряка в рік і вироблялося до 16 тис. тонн цукру на рік.
Відповідно до восьмого п'ятирічного плану розвитку народного господарства СРСР завод був реконструйований. В цілому, за радянських часів цукровий завод входив до числа провідних підприємств селища. На балансі підприємства перебували об'єкти соціальної інфраструктури (заводський клуб, заводський медпункт, бібліотека та ін.).
Після проголошення незалежності України завод перейшов у відання Державного комітету харчової промисловості України. У липні 1995 року Кабінет Міністрів України затвердив рішення про приватизацію заводу. Після цього державне підприємство було перетворено в відкрите акціонерне товариство. У червні 1999 року Кабінет міністрів України передав завод в комунальну власність Сумської області. До 2012 року завод вже не функціонував.